# Anomonyx uruguayensis
Anomonyx uruguayensis är en skalbaggsart som beskrevs av Moser 1921. Anomonyx uruguayensis ingår i släktet Anomonyx och familjen Melolonthidae. Inga underarter finns listade i Catalogue of Life.